# Seznam dílů seriálu iCarly
Toto je seznam dílů seriálu iCarly. Americký seriál iCarly měl premiéru na dětské stanici Nickelodeon. Každý díl začíná na malé i, které značí internet. V ČR seriál vysílá taktéž dětská stanice Nickelodeon. Jednotlivé díly se v ČR vysílají v pořadí podle produkčního kódu. Dabingové studio neuvádí české názvy dílů, proto nejsou v seznamu uvedeny.

## Přehled řad
| Řada | Díly | Premiéra v USA    | Premiéra v USA    | Premiéra v ČR     | Premiéra v ČR    |
| Řada | Díly | První díl         | Poslední díl      | První díl         | Poslední díl     |
| ---- | ---- | ----------------- | ----------------- | ----------------- | ---------------- |
| 1    | 25   | 8. září 2007      | 25. července 2008 | vysíláno          | vysíláno         |
| 2    | 25   | 28. září 2008     | 8. srpna 2009     | vysíláno          | vysíláno         |
| 3    | 20   | 12. září 2009     | 26. června 2010   | vysíláno          | vysíláno         |
| 4    | 13   | 30. července 2010 | 11. června 2011   | 26. února 2011    | 14. dubna 2012   |
| 5    | 11   | 13. srpna 2011    | 21. února 2012    | 23. ledna 2012    | 5. července 2012 |
| 6    | 6    | 24. března 2012   | 9. června 2012    | 12. července 2012 | 18. dubna 2013   |
| 7    | 9    | 24. března 2012   | 9. června 2012    | 19. dubna 2013    | 28. dubna 2013   |

## Seznam dílů

### První řada (2007–2008)
| Č. v seriálu | Č. v řadě | Původní název            | Režie              | Scénář                        | Premiéra v USA     | Premiéra v ČR | Produkční kód |
| ------------ | --------- | ------------------------ | ------------------ | ----------------------------- | ------------------ | ------------- | ------------- |
| 1            | 1         | iPilot                   | Steve Hoefer       | Dan Schneider                 | 8. září 2007       | vysíláno      | 101           |
| 2            | 2         | iWant More Viewers       | Adam Weissman      | Steve Holland a Steven Molaro | 8. září 2007       | vysíláno      | 103           |
| 3            | 3         | iDream of Dance          | Adam Weissman      | Dan Schneider                 | 16. září 2007      | vysíláno      | 113           |
| 4            | 4         | iLike Jake               | Steve Hoefer       | Dan Schneider                 | 22. září 2007      | vysíláno      | 102           |
| 5            | 5         | iWanna Stay with Spencer | Adam Weissman      | Arthur Gradstein              | 29. září 2007      | vysíláno      | 105           |
| 6            | 6         | iNevel                   | Steve Hoefer       | Steve Holland                 | 6. října 2007      | vysíláno      | 104           |
| 7            | 7         | iScream on Halloween     | Steve Hoefer       | Jake Farrow                   | 20. října 2007     | vysíláno      | 114           |
| 8            | 8         | iSpy a Mean Teacher      | Steve Hoefer       | Steven Molaro                 | 3. listopadu 2007  | vysíláno      | 106           |
| 9            | 9         | iWill Date Freddie       | Adam Weissman      | Steve Holland                 | 10. listopadu 2007 | vysíláno      | 108           |
| 10           | 10        | iWant a World Record     | Roger Christiansen | Dan Schneider                 | 17. listopadu 2007 | vysíláno      | 107           |
| 11           | 11        | iRue the Day             | David Kendall      | Dan Schneider                 | 1. prosince 2007   | vysíláno      | 115           |
| 12           | 12        | iPromise Not to Tell     | Steve Hoefer       | Dicky Murphy                  | 12. ledna 2008     | vysíláno      | 118           |
| 13           | 13        | iAm Your Biggest Fan     | Steve Hoefer       | Jake Farrow                   | 19. ledna 2008     | vysíláno      | 110           |
| 14           | 14        | iHeart Art               | Adam Weissman      | Arthur Gradstein              | 2. února 2008      | vysíláno      | 109           |
| 15           | 15        | iHate Sam's Boyfriend    | Roger Christiansen | Dan Schneider                 | 9. února 2008      | vysíláno      | 120           |
| 16           | 16        | iHatch Chicks            | David Kendall      | Steven Molaro                 | 23. února 2008     | vysíláno      | 111           |
| 17           | 17        | iDon't Want to Fight     | Roger Christiansen | Arthur Gradstein              | 1. března 2008     | vysíláno      | 112           |
| 18           | 18        | iPromote Techfoots       | Adam Weissman      | Arthur Gradstein              | 15. března 2008    | vysíláno      | 117           |
| 19           | 19        | iGot Detention           | Roger Christiansen | Andrew Hill Newman            | 22. března 2008    | vysíláno      | 116           |
| 20           | 20        | iStakeout                | Steve Hoefer       | Andrew Hill Newman            | 5. dubna 2008      | vysíláno      | 121           |
| 21           | 21        | iMight Switch Schools    | David Kendall      | Dicky Murphy                  | 26. dubna 2008     | vysíláno      | 122           |
| 22           | 22        | iFence                   | Russ Reinsel       | Dan Schneider                 | 10. května 2008    | vysíláno      | 123           |
| 23           | 23        | iCarly Saves TV          | Steve Hoefer       | Jake Farrow                   | 13. června 2008    | vysíláno      | 119           |
| 24           | 24        | iWin a Date              | Steve Hoefer       | Andrew Hill Newman            | 25. července 2008  | vysíláno      | 124           |
| 25           | 25        | iHave a Lovesick Teacher | Roger Christiansen | Ethan Banville                | 25. července 2008  | vysíláno      | 125           |

### Druhá řada (2008–2009)
| Č. v seriálu | Č. v řadě | Původní název          | Režie              | Scénář                                          | Premiéra v USA     | Premiéra v ČR | Produkční kód |
| ------------ | --------- | ---------------------- | ------------------ | ----------------------------------------------- | ------------------ | ------------- | ------------- |
| 26           | 1         | iSaw Him First         | Adam Weissman      | námět: Steven Molaro scénář: Andrew Hill Newman | 27. září 2008      | vysíláno      | 204           |
| 27           | 2         | iStage an Intervention | Jonathan Goldstein | Karey Dornetto                                  | 4. října 2008      | vysíláno      | 205           |
| 28           | 3         | iOwe You               | David Kendall      | Jake Farrow                                     | 11. října 2008     | vysíláno      | 206           |
| 29           | 4         | iHurt Lewbert          | Russ Reinsel       | Ethan Banville                                  | 18. října 2008     | vysíláno      | 207           |
| 30-32        | 5-7       | iGo to Japan           | Steve Hoefer       | námět: Andrew Hill Newman scénář: Dan Schneider | 8. listopadu 2008  | vysíláno      | 201-203       |
| 33           | 8         | iPie                   | Roger Christiansen | Andrew Hill Newman                              | 15. listopadu 2008 | vysíláno      | 208           |
| 34           | 9         | iChristmas             | Steve Hoefer       | Dan Schneider                                   | 13. prosince 2008  | vysíláno      | 209           |
| 35           | 10        | iKiss                  | Steve Hoefer       | Dan Schneider                                   | 3. ledna 2009      | vysíláno      | 210           |
| 36           | 11        | iGive Away a Car       | Steve Hoefer       | George Doty IV                                  | 17. ledna 2009     | vysíláno      | 211           |
| 37           | 12        | iRocked the Vote       | Russ Reinsel       | Andrew Hill Newman                              | 7. února 2009      | vysíláno      | 215           |
| 38           | 13        | iMeet Fred             | Adam Weissman      | Dan Schneider                                   | 16. února 2009     | vysíláno      | 212           |
| 39           | 14        | iLook Alike            | David Kendall      | Dan Schneider                                   | 7. března 2009     | vysíláno      | 213           |
| 40           | 15        | iWant My Website Back  | Adam Weissman      | Matt Fleckenstein                               | 21. března 2009    | vysíláno      | 219           |
| 41           | 16        | iMake Sam Girlier      | Roger Christiansen | Jake Farrow                                     | 11. dubna 2009     | vysíláno      | 216           |
| 42           | 17        | iGo Nuclear            | David Kendall      | George Doty IV. a Andrew Hill Newman            | 22. dubna 2009     | vysíláno      | 214           |
| 43-44        | 18-19     | iDate a Bad Boy        | Steve Hoefer       | Dan Schneider                                   | 9. května 2009     | vysíláno      | 217/225       |
| 45           | 20        | iReunite with Missy    | Adam Weissman      | Jake Farrow                                     | 16. května 2009    | vysíláno      | 218           |
| 46           | 21        | iTake on Dingo         | David Kendall      | Jake Farrow                                     | 13. června 2009    | vysíláno      | 226           |
| 47           | 22        | iMust Have Locker 239  | David Kendall      | Eric Goldberg a Peter Tibbals                   | 27. června 2009    | vysíláno      | 220           |
| 48           | 23        | iTwins                 | Russ Reinsel       | Eric Goldberg a Peter Tibbals                   | 11. července 2009  | vysíláno      | 224           |
| 49-50        | 24-25     | iFight Shelby Marx     | Steve Hoefer       | Dan Schneider                                   | 8. srpna 2009      | vysíláno      | 221-222       |

### Třetí řada (2009–2010)
| Č. v seriálu | Č. v řadě | Původní název             | Režie              | Scénář                        | Premiéra v USA                                              | Premiéra v ČR | Produkční kód |
| ------------ | --------- | ------------------------- | ------------------ | ----------------------------- | ----------------------------------------------------------- | ------------- | ------------- |
| 51           | 1         | iThink They Kissed        | Adam Weissman      | Steve Holland                 | 12. září 2009                                               | vysíláno      | 227           |
| 52           | 2         | iCook                     | Roger Christiansen | Dan Schneider                 | 19. září 2009                                               | vysíláno      | 228           |
| 53           | 3         | iSpeed Date               | Russ Reinsel       | Andrew Hill Newman            | 26. září 2009                                               | vysíláno      | 230           |
| 54           | 4         | iCarly Awards             | Steve Hoefer       | Andrew Hill Newman            | 3. října 2009                                               | vysíláno      | 223           |
| 55           | 5         | iHave My Principals       | David Kendall      | Matt Fleckenstein             | 17. října 2009                                              | vysíláno      | 229           |
| 56           | 6         | iFind Lewbert's Lost Love | David Kendall      | Matt Fleckenstein             | 14. listopadu 2009                                          | vysíláno      | 236           |
| 57           | 7         | iMove Out                 | Steve Hoefer       | Arthur Gradstein              | 28. listopadu 2009                                          | vysíláno      | 241           |
| 58-59        | 8-9       | iQuit iCarly              | Steve Hoefer       | Dan Schneider                 | 5. prosince 2009                                            | vysíláno      | 233–234       |
| 60           | 10        | iSaved Your Life          | Larry LaFond       | Eric Goldberg a Peter Tibbals | 18. ledna 2010 (původní) 12. února 2010 (prodloužená verze) | vysíláno      | 232           |
| 61           | 11        | iWas a Pageant Girl       | Adam Weissman      | Andrew Hill Newman            | 29. ledna 2010                                              | vysíláno      | 237           |
| 62           | 12        | iEnrage Gibby             | Jonathan Goldstein | Jake Farrow                   | 5. února 2010                                               | vysíláno      | 235           |
| 63           | 13        | iSpace Out                | Russ Reinsel       | Jake Farrow                   | 5. března 2010                                              | vysíláno      | 239           |
| 64           | 14        | iFix a Pop Star           | Steve Hoefer       | Matt Fleckenstein             | 19. března 2010                                             | vysíláno      | 231           |
| 65           | 15        | iBloop                    | Steve Hoefer       | Dan Schneider                 | 17. dubna 2010                                              | vysíláno      | 245           |
| 66           | 16        | iWon't Cancel the Show    | Steve Hoefer       | Eric Goldberg a Peter Tibbals | 1. května 2010                                              | vysíláno      | 238           |
| 67           | 17        | iBelieve in Bigfoot       | Steve Hoefer       | Dan Schneider                 | 8. května 2010                                              | vysíláno      | 240           |
| 68-69        | 18-19     | iPsycho                   | Steve Hoefer       | Dan Schneider a Ben Huebscher | 4. června 2010                                              | vysíláno      | 243–244       |
| 70           | 20        | iBeat the Heat            | Steve Hoefer       | Steve Holland                 | 26. června 2010                                             | vysíláno      | 242           |

### Čtvrtá řada (2010–2011)
| Č. v seriálu | Č. v řadě | Původní název          | Režie         | Scénář            | Premiéra v USA                                               | Premiéra v ČR   | Produkční kód |
| ------------ | --------- | ---------------------- | ------------- | ----------------- | ------------------------------------------------------------ | --------------- | ------------- |
| 71           | 1         | iGot a Hot Room        | Steve Hoefer  | Dan Schneider     | 30. července 2010                                            | 18. února 2011  | 301           |
| 72           | 2         | iSam's Mom             | Adam Weissman | Jake Farrow       | 11. září 2010                                                | 30. září 2011   | 305           |
| 73           | 3         | iGet Pranky            | Adam Weissman | Arthur Gradstein  | 25. září 2010                                                | 23. září 2011   | 304           |
| 74           | 4         | iSell Penny Tees       | Russ Reinsel  | Matt Fleckenstein | 2. října 2010                                                | 16. září 2011   | 303           |
| 75           | 5         | iDo                    | Steve Hoefer  | Jake Farrow       | 11. října 2010                                               | 9. září 2011    | 302           |
| 76-77        | 6-7       | iStart a Fan War       | Steve Hoefer  | Dan Schneider     | 19. listopadu 2010                                           | 21. května 2011 | 308–309       |
| 78           | 8         | iHire an Idiot         | Clayton Boen  | Arthur Gradstein  | 12. února 2011                                               | 7. října 2011   | 307           |
| 79           | 9         | iPity the Nevel        | Russ Reinsel  | Matt Fleckenstein | 19. března 2011                                              | 14. dubna 2012  | 306           |
| 80           | 10        | iOMG                   | Adam Weissman | Dan Schneider     | 9. dubna 2011                                                | 23. ledna 2012  | 313           |
| 81-83        | 11-13     | iParty with Victorious | Steve Hoefer  | Dan Schneider     | 11. června 2011 (původní) 27. srpna 2011 (prodloužená verze) | 21. října 2011  | 310-312       |

### Pátá řada (2011–2012)
| Č. v seriálu | Č. v řadě | Původní název                | Režie         | Scénář                            | Premiéra v USA    | Premiéra v ČR    | Produkční kód |
| ------------ | --------- | ---------------------------- | ------------- | --------------------------------- | ----------------- | ---------------- | ------------- |
| 84           | 1         | iLost My Mind                | Steve Hoefer  | Dan Schneider a Matt Fleckenstein | 13. srpna 2011    | 24. ledna 2012   | 402           |
| 85           | 2         | iDate Sam & Freddie          | Steve Hoefer  | Dan Schneider a Jake Farrow       | 10. září 2011     | 25. ledna 2012   | 401           |
| 86           | 3         | iCan't Take It               | Adam Weissman | Dan Schneider a Arthur Gradstein  | 17. září 2011     | 26. ledna 2012   | 403           |
| 87           | 4         | iLove You                    | Steve Hoefer  | Dan Schneider a Jake Farrow       | 24. září 2011     | 27. ledna 2012   | 404           |
| 88           | 5         | iQ                           | David Kendall | Dan Schneider a Matt Fleckenstein | 1. října 2011     | 14. dubna 2012   | 405           |
| 89           | 6         | iBloop 2: Electric Bloopaloo | Clayton Boen  | Dan Schneider a Matt Fleckenstein | 28. prosince 2011 | 5. července 2012 | 411           |
| 90-91        | 7-8       | iStill Psycho                | David Kendall | Dan Schneider a Jake Farrow       | 31. prosince 2011 | 14. dubna 2012   | 407-408       |
| 92           | 9         | iBalls                       | Russ Reinsel  | Dan Schneider a Ben Huebscher     | 7. ledna 2012     | 28. června 2012  | 410           |
| 93           | 10        | iMeet the First Lady         | Adam Weissman | Dan Schneider a Arthur Gradstein  | 16. ledna 2012    | 14. dubna 2012   | 406           |
| 94           | 11        | iToe Fat Cakes               | Russ Reinsel  | Dan Schneider a Matt Fleckenstein | 21. ledna 2012    | 21. června 2012  | 409           |

### Šestá řada (2012)
| Č. v seriálu | Č. v řadě | Původní název      | Režie         | Scénář                          | Premiéra v USA  | Premiéra v ČR     | Produkční kód |
| ------------ | --------- | ------------------ | ------------- | ------------------------------- | --------------- | ----------------- | ------------- |
| 95           | 1         | iApril Fools       | Jerry Trainor | Dan Schneider a George Doty IV. | 24. března 2012 | 15. dubna 2013    | 503           |
| 96           | 2         | iGo One Direction  | Steve Hoefer  | Dan Schneider a George Doty IV. | 7. dubna 2012   | 12. července 2012 | 501           |
| 97           | 3         | iOpen a Restaurant | Steve Hoefer  | Dan Schneider a Jake Farrow     | 21. dubna 2012  | 12. července 2012 | 502           |
| 98           | 4         | iHalfoween         | Adam Weissman | Dan Schneider a Ben Dougan      | 28. dubna 2012  | 17. dubna 2013    | 505           |
| 99           | 5         | iPear Store        | David Kendall | Dan Schneider a Jake Farrow     | 12. května 2012 | 16. dubna 2013    | 504           |
| 100          | 6         | iBattle Chip       | Adam Weissman | Dan Schneider a Jake Farrow     | 9. června 2012  | 18. dubna 2013    | 506           |

### Sedmá řada (2012)
| Č. v seriálu | Č. v řadě | Původní název          | Režie         | Scénář                            | Premiéra v USA     | Premiéra v ČR                                     | Produkční kód |
| ------------ | --------- | ---------------------- | ------------- | --------------------------------- | ------------------ | ------------------------------------------------- | ------------- |
| 101-102      | 1-2       | iShock America         | Steve Hoefer  | Dan Schneider                     | 6. října 2012      | 24. dubna 2013 (1. část) 25. dubna 2013 (2. část) | 510-511       |
| 103          | 3         | iGet Banned            | David Kendall | Dan Schneider a Jake Farrow       | 13. října 2012     | 19. dubna 2013                                    | 507           |
| 104          | 4         | iFind Spencer Friends  | Russ Reinsel  | Jake Farrow                       | 20. října 2012     | 26. dubna 2013                                    | 512           |
| 105          | 5         | iRescue Carly          | Steve Hoefer  | Dan Schneider a Matt Fleckenstein | 27. října 2012     | 23. dubna 2013                                    | 509           |
| 106          | 6         | iLost My Head in Vegas | Jerry Trainor | Dan Schneider a Jake Farrow       | 3. listopadu 2012  | 22. dubna 2013                                    | 508           |
| 107          | 7         | iBust a Thief          | Steve Hoefer  | Matt Fleckenstein                 | 10. listopadu 2012 | 27. dubna 2013                                    | 513           |
| 108-109      | 8-9       | iGoodbye               | Steve Hoefer  | Dan Schneider                     | 23. listopadu 2012 | 28. dubna 2013                                    | 514-515       |